# Loverboy (película)
Loverboy (Loverboy en España y Amado mío en Hispanoamérica) es una película dramática estrenada el 16 de junio de 2006 en Estados Unidos y con estreno cinematográfico en España en Nova, canal temático del grupo Antena 3, donde fue lanzada directamente a DVD el 4 de diciembre de 2007. Protagonizada por Kyra Sedgwick, Kevin Bacon, Marisa Tomei, Matt Dillon, Oliver Platt y Campbell Scott. Fue dirigida por Kevin Bacon.

## Argumento
Una complicada y extraña mujer llamada Emily (Kyra Sedgwick) nunca ha querido un marido, nunca ha querido tener una casa con jardín, nunca ha querido tener una vida igual a la del resto de personas. Simplemente su sueño de toda la vida ha sido siempre ser madre, para poder disfrutar de la maravillosa vida junto a su primogénito.
Sin embargo cuando Emily consiga tener su ansiado hijo, al que llamará Paul (Dominic Scott Kay). Una madre un tanto traumatizada rodea a su hijo con un mundo ilusorio para los dos, lleno de arte, juegos y dedicación inconmensurable, el niño vivirá completamente aislado de los niños de su edad o de cualquier actividad que debiera hacer con amigos. Todo esto viene producido por la sobreprotección extremada que ejerce su madre sobre él. Cuando el muchachito le presenta el deseo de atender a una escuela juntamente con otros niños, los demás amenazan su mundo.

## Reparto
- Kyra Sedgwick como Emily.
- Kevin Bacon como Marty.
- Dominic Scott Kay como Paul.
- Matt Dillon como Mark.
- Marisa Tomei como Sybil.
- Oliver Platt como Mr. Pomeroy.
- Campbell Scott como el padre de Paul.
- Sandra Bullock como Mrs. Harker.

## Recepción crítica y comercial
Según la página de Internet Rotten Tomatoes obtuvo un 18% de comentarios positivos, llegando a la siguiente conclusión: "La adaptación de la novela a la gran pantalla está realizada de una manera torpe, y el personaje de Kyra Sedgwick, aunque la actriz trata de hacerla parecer simpática, termina por resultar espeluznante." Destacar el comentario del crítico Stephen Whitty:

"Emily es una mujer complicada, de acuerdo, pero es una persona demasiado difícil como para dedicarle una película entera."
Stephen Whitty.

Según la página de Internet Metacritic obtuvo críticas mixtas, con un 45%, basado en 13 comentarios de los cuales 3 son positivos. Recaudó en Estados Unidos 33.000 dólares. Sumando las recaudaciones internacionales la cifra asciende a 53.000 dólares. Se desconoce cuál fue el presupuesto invertido en la producción.

## Localizaciones
Loverboy se rodó en diferentes localizaciones de Estados Unidos, como la ciudad de Nueva York o las poblaciones de Hillsdale o Yonkers, ambas en el estado de Nueva Jersey.

## Festivales
La película fue presentada en diferentes festivales, llegando a estar incluida en la sección oficial del Festival de Cine de Sundance, Festival de Cine de Toronto y Festival de Cine de Hamptons.

## DVD
Loverboy salió a la venta el 4 de diciembre de 2007 en España, en formato DVD. El disco contiene menús interactivos, acceso directo a escenas, sbutítulos en múltiples idiomas, tráiler cinematográfico y making of. En Estados Unidos salió a la venta el 19 de septiembre de 2006, en formato DVD. El disco contiene menús interactivos, acceso directo a escenas y subtítulos en múltiples idiomas.